# Orthetrum
Orthetrum är ett släkte i insektsordningen trollsländor som tillhör familjen segeltrollsländor. Det är ett stort släkte som innehåller minst 80 kända arter, utspridda över hela den gamla världen. I Sverige brukar detta släkte kallas för sjötrollsländor och representeras av två arter.

## Arter
- Orthetrum abbotti
- Orthetrum africanum
- Orthetrum albistylum
- Orthetrum anceps
- Orthetrum angustiventre
- Orthetrum austeni
- Orthetrum austrosundanum
- Orthetrum azureum
- Orthetrum balteatum
- Orthetrum borneense
- Orthetrum boumiera
- Orthetrum brachiale
- Orthetrum brunneum
- Orthetrum caffrum
- Orthetrum caledonicum
- Orthetrum cancellatum
- Orthetrum chrysis
- Orthetrum coerulescens
- Orthetrum icteromelas
- Orthetrum migratum
- Orthetrum pruinosum
- Orthetrum sabina
- Orthetrum serapia
- Orthetrum testaceum
- Orthetrum trinacria
- Orthetrum villosovittatum